# Jungiella danica
Jungiella danica är en tvåvingeart som först beskrevs av Nielsen 1964.  Jungiella danica ingår i släktet Jungiella och familjen fjärilsmyggor. Inga underarter finns listade i Catalogue of Life.